# A・K・アブドゥル・モメン
アブル・カラム・アブドゥル・モメン（ベンガル語: আবুল কালাম আব্দুল মোমেন、英語: Abul Kalam Abdul Momen、1947年8月23日 - ）、通称A・K・アブドゥル・モメン（AK・アブドゥル・モメン、ベンガル語: এ. কে. আব্দুল মোমেন、英語: A. K. Abdul Momen / AK Abdul Momen）は、バングラデシュの経済学者、外交官、政治家で、2019年1月より5年間、同国の外務大臣を務めた。
モメンは2009年8月から2015年10月にかけてバングラデシュの国連大使を務めた。2018年の総選挙でシレット1区より出馬して、国会議員に当選。当選後、モメン博士はシェイク・ハシナ首相より外務大臣に任命された。
2022年9月22日、来たる27日に実施予定の故安倍晋三国葬儀にモメン外務大臣及び夫人がバングラデシュ代表として参列することが、日本国外務省により発表された。